# Flanagan-Gletscher
Der Flanagan-Gletscher ist ein Gletscher im westantarktischen Ellsworthland. In den Pioneer Heights der Heritage Range im Ellsworthgebirge fließt er vom Thompson Escarpment in östlicher Richtung zwischen den Gross Hills und dem Nimbus Hills zum unteren Abschnitt des Union-Gletschers.
Der United States Geological Survey kartierte ihn anhand eigener Vermessungen und Luftaufnahmen der United States Navy aus den Jahren von 1961 bis 1966. Das Advisory Committee on Antarctic Names benannte ihn 1967 nach Leutnant Walter B. Flanagan, assistierender Wartungsoffizier bei der Flugstaffel VX-6 auf der McMurdo-Station während der Operation Deep Freeze der Jahre 1963 und 1964.